# Cshangdokkung
A Cshangdokkung a koreai I-dinasztia szöuli öt palotája közül a másodikként épült 1405-ben. Nevének jelentése „virágzó erény”. A 16. századi japán invázió idején leégett, 1609-ben újjáépítették. Megépítésétől a japán támadásig másodlagos palotaként funkcionált, az újjáépítést követően azonban ez lett a dinasztia székhelye több mint 250 éven át.
A palota az UNESCO Világörökség része, 2003-ban pedig forgatási helyszínül is szolgált, itt forgatták a nagy sikerű A palota ékköve című kosztümös sorozat néhány epizódját.

## Története
A koreai történelem folyamán a főváros gyakran költözködött, Keszong és Hanjang (a mai Szöul) között. Az 1400-as évek elején Thedzsong király úgy döntött, az udvart Hanjangba telepíti, de az ott már meglévő Kjongbok palotát nem tartotta megfelelőnek, így új palota építését rendelte el. Az első épületek 1405-ben készültek el, a teljes komplexumot 1412-re fejezték be. Az 57,9 hektár területen fekvő Cshangdokkung Szöul északi részén, a Pegak-hegy Ungbong-csúcsának lábánál található.
Az épületegyüttest 1462-ben északnyugati irányban tovább bővítették. A 16. századi japán invázió idején teljesen leégett, rekonstrukciója Szondzso király uralkodása alatt, 1609/10-re fejeződött be. 1623-ban újabb tűz pusztított a palotában, 1647-re sikerült helyreállítani, majd a századok folyamán többször is bővítették illetve felújították az épületeket.
1990 és 1999 között nagyszabású felújítást hajtottak végre, közben pedig 1997-ben az UNESCO a Világörökség részévé nyilvánította az épületegyüttest.

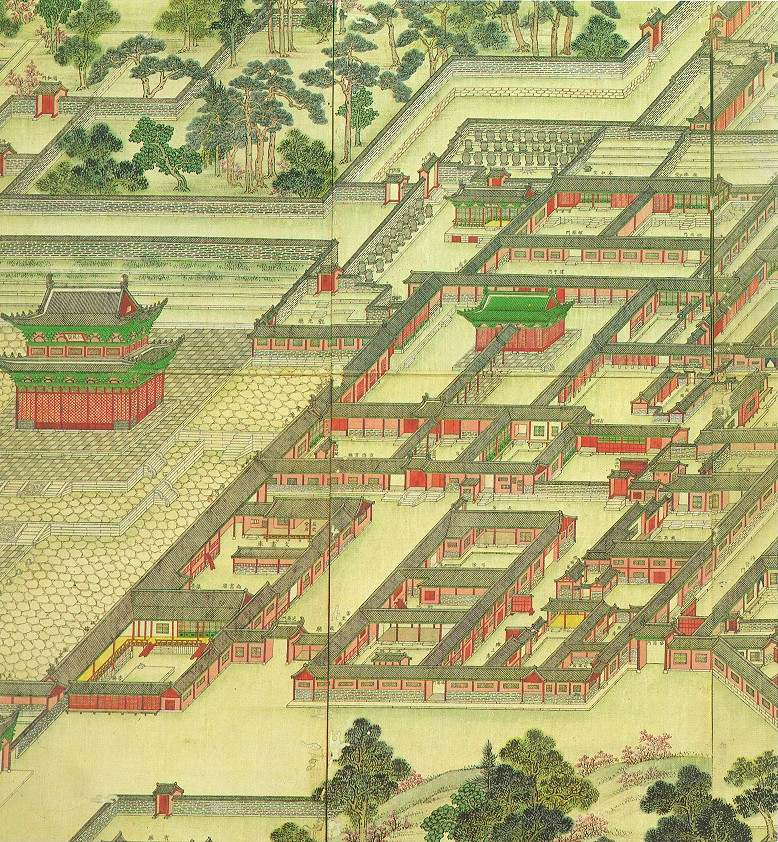
Rajz a palota egy részéről az 1800-as évek elejéről
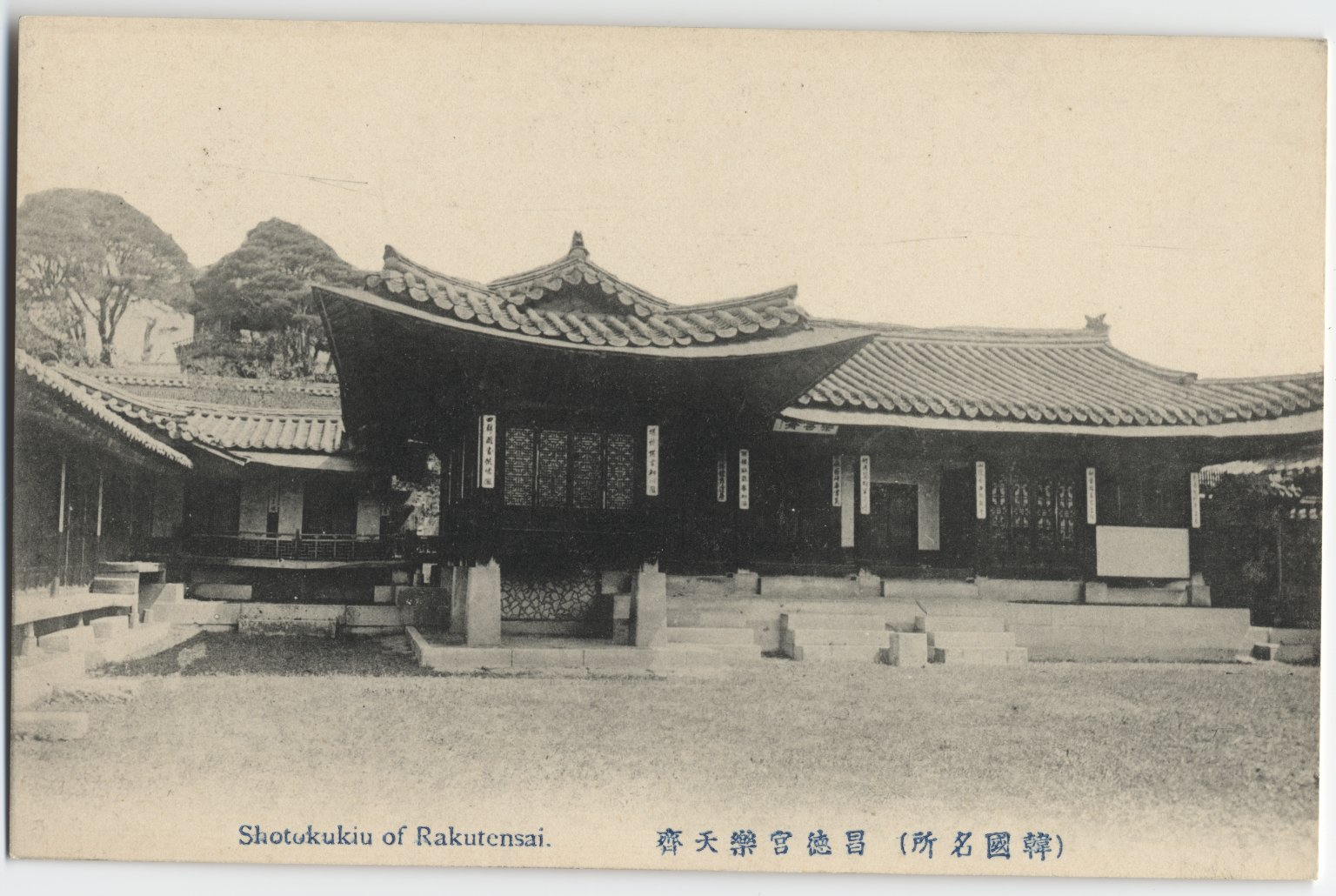
A Nakszondzse épület az 1900-as évek elején

## Épületei

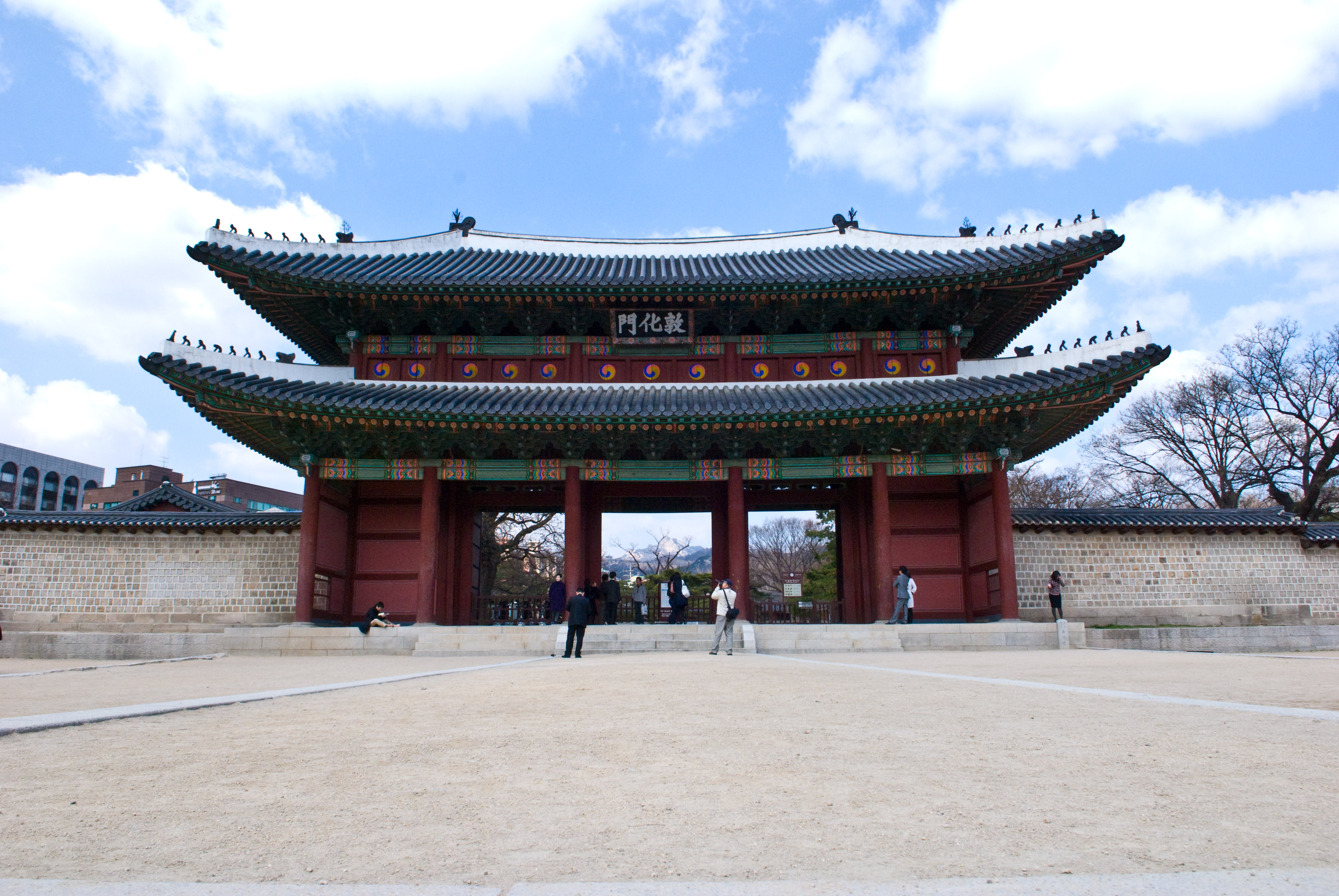
Tonhvamun

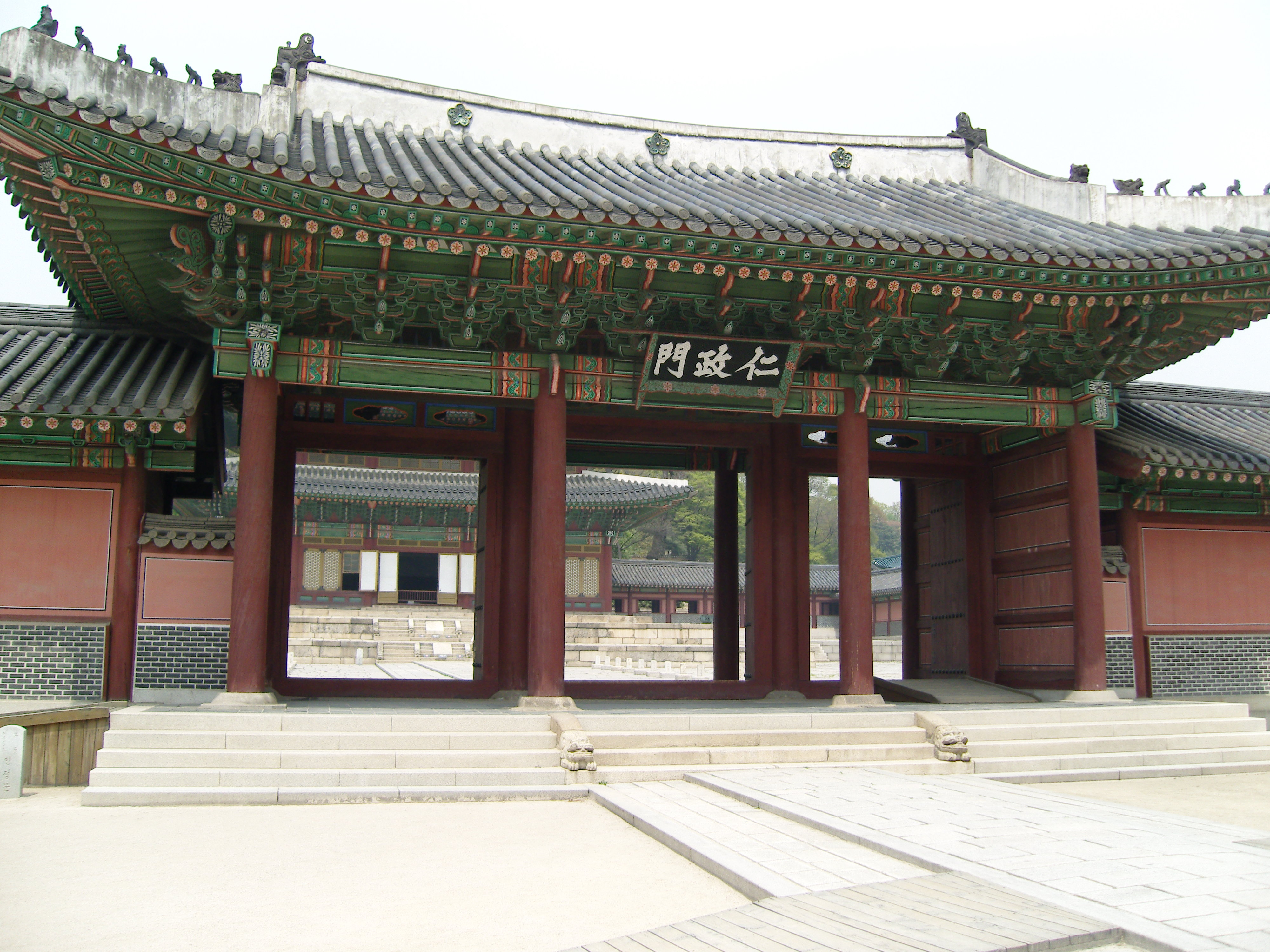
Indzsongmun

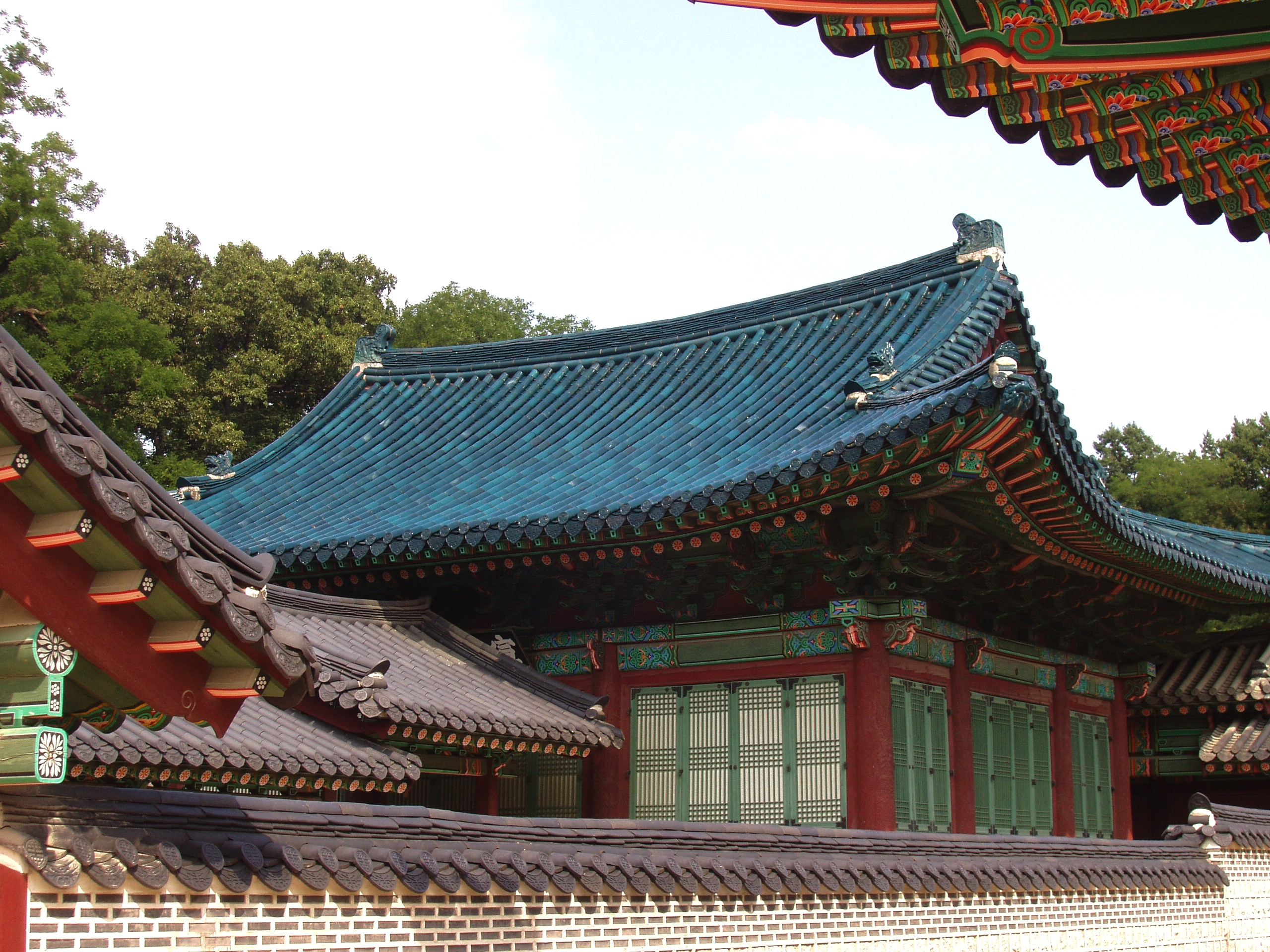
Szondzsongdzson

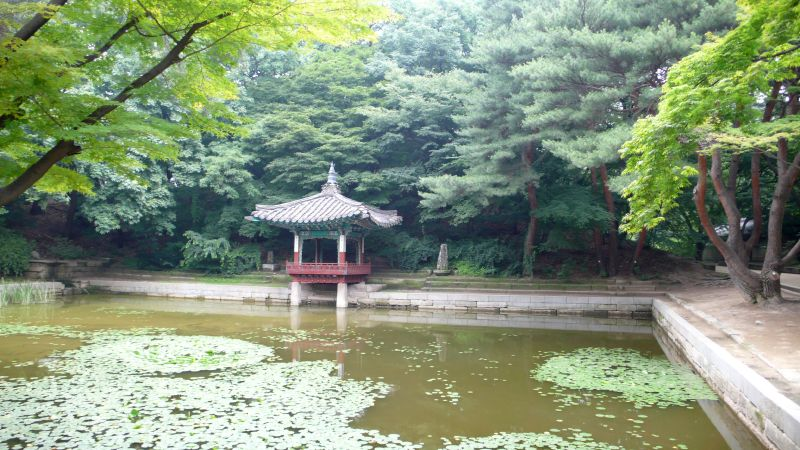
A Titkos Kert egy részlete

A palotát úgy építették meg, hogy az épületek a terület déli részén helyezkednek el, észak felé pedig a nagy méretű, finoman kidolgozott kert, az úgynevezett „Titkos Kert” található. Az elrendezés a hagyományos koreai palotaépítészet jegyeit követi, három kapu és három udvar épült, az adminisztratív udvar, a királyi lakóudvar és egy harmadik udvar, ahol az audienciákat tartották. Az épületek általában kő alapokra épültek, gazdagon díszített fa szerkezettel.
Tonhvamun (돈화문)
A palota főbejárata, eredetileg gránit alapokra épült, ma azonban már csak a faszerkezet áll. A 16. századi japán invázió során a kapu elpusztult, 1607-ben újjáépítették. A kapu az egyik legrégebbi faépület Szöulban; Dél-Korea 383. kincse.
Kumcshongjo híd (금천교)
Szöul egyik legrégebbi kőhídja, 1411-ben épült, boltíves, mitikus állatfigurákkal díszített. Egykoron egy északon fakadó patak futott alatta, mely körbeölelte a palota külső épületeit. A híd 12,9 méter hosszú és 12,5 méter széles.
Indzsongdzson (인정전)

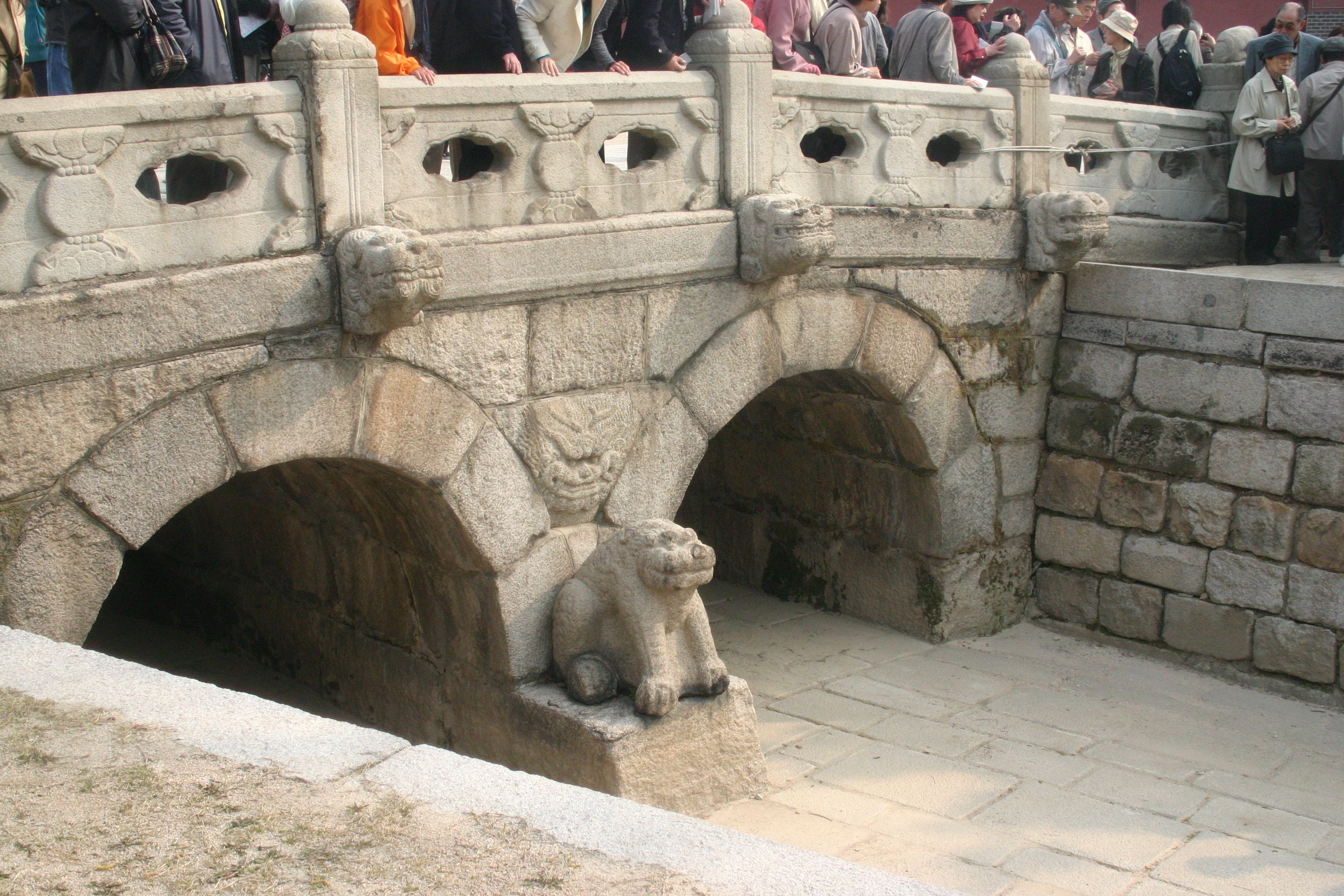

A palota fő csarnoka, kétszintes épület, melyben 5+4 szoba kapott helyet. Középpontjában a trónszék állt, mennyezetét főnixfestmény díszítette. Az Indzsongdzson a külső épületek középpontjában áll, 1912-ben helyreállították az egykor előtte álló kaput (인정문, Indzsongmun) is. A csarnok Dél-Korea 225. nemzeti kincse.
Szondzsongdzson (선정전)
Az egyszintes, kék cserepes tetejű épület a király dolgozószobájaként funkcionált, ahol minisztereivel és hivatalnokaival tanácskozott. Dél-Korea 814. kincse.
Hidzsongdang (희정당) és Tedzsodzson (대조전)
A Hidzsongdang a későbbi Csoszon királyok használták dolgozószobaként, amikor a nyugati civilizáció elérte Koreát. Bár az épület maga hagyományos koreai építészeti alkotás, belül nyugati bútorokkal és anyagokkal rendezték be. 1917-ben leégett, akkor a Kjongbok palotából hozott építőanyagokkal és bútorokkal rekonstruálták. Dél-Korea 815. kincse.
A Tedzsodzson a királyné lakosztálya volt. Dél-Korea 816. nemzeti kincse.

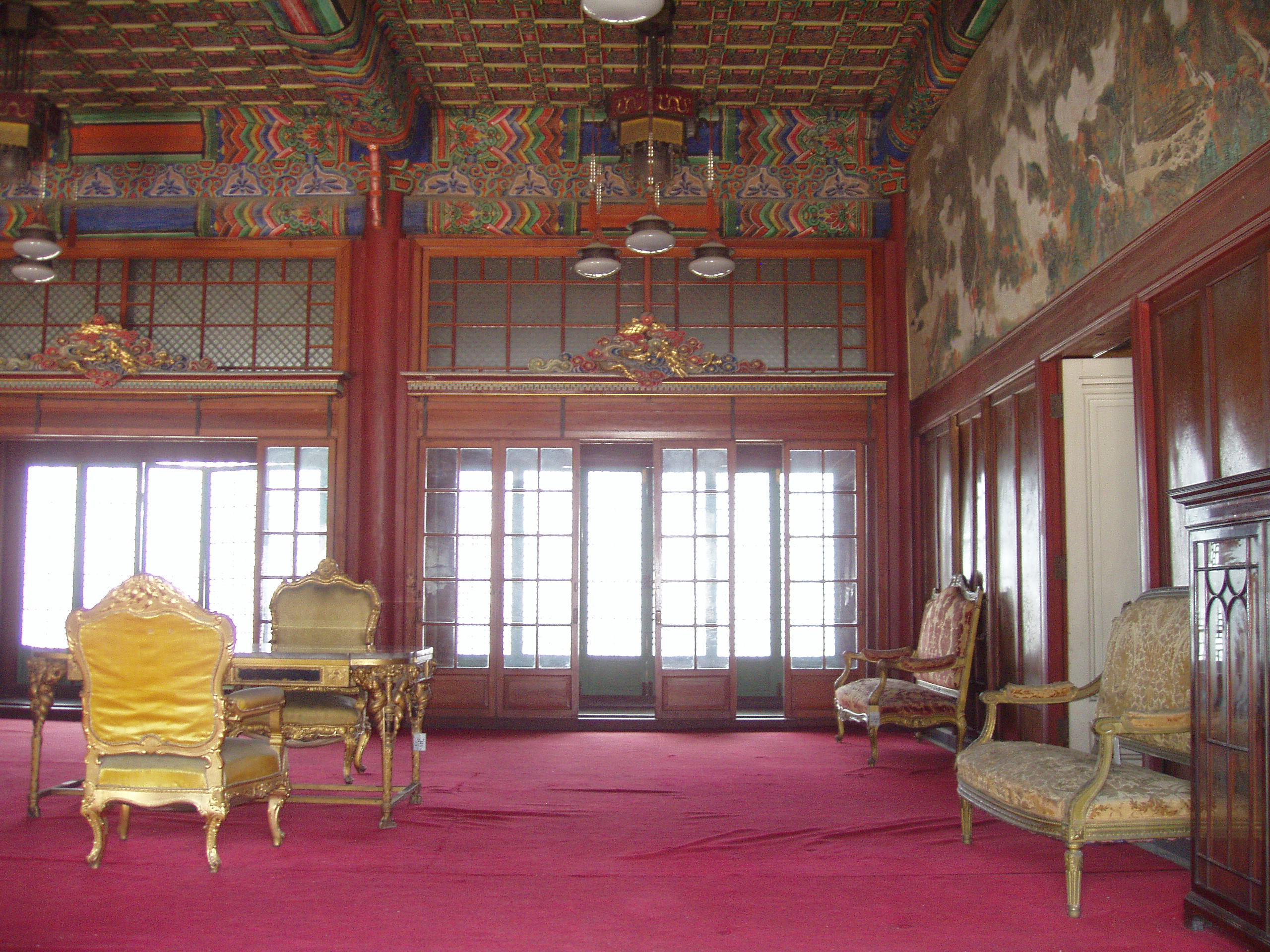
Hidzsongdang
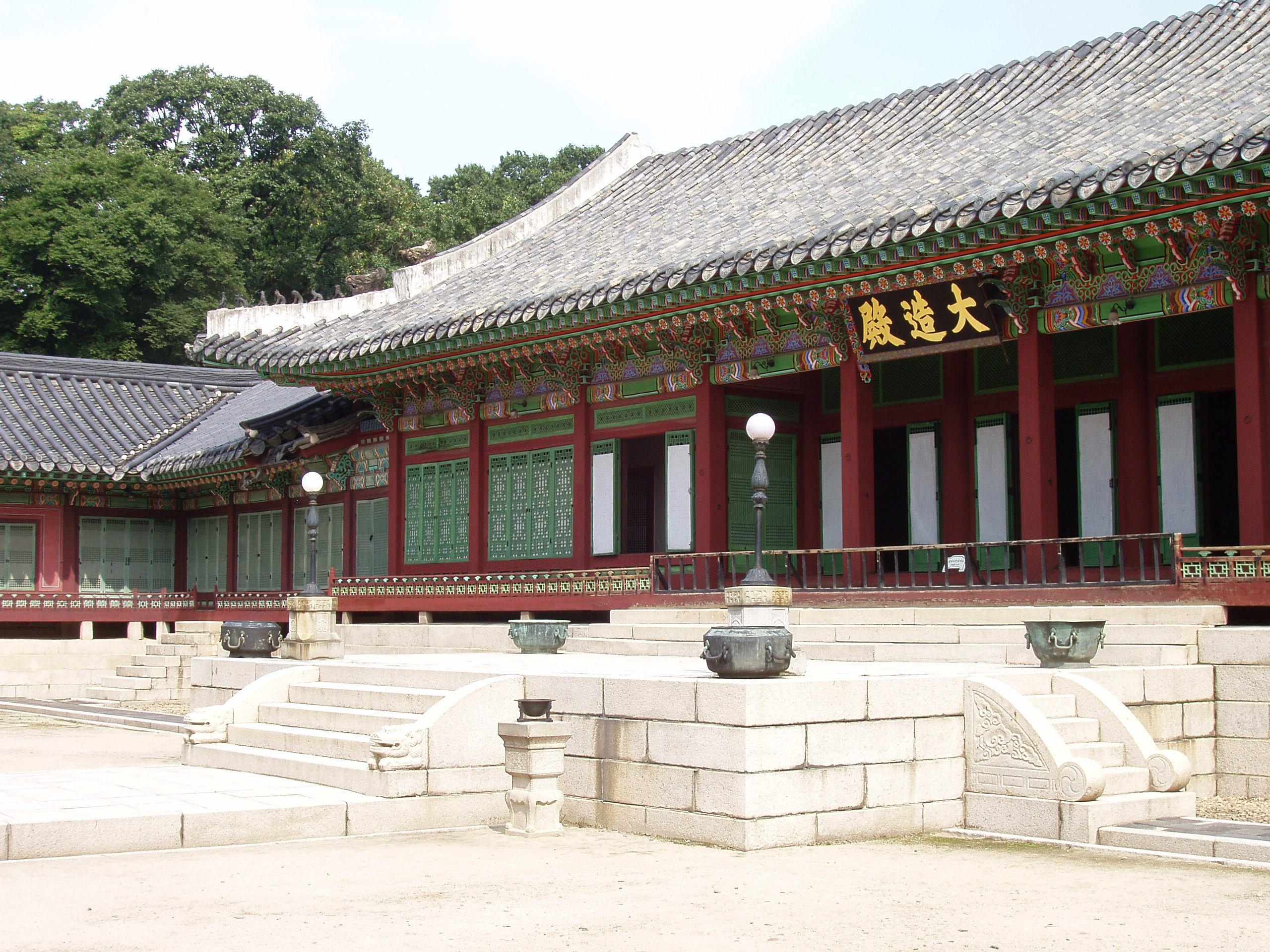
Tedzsodzson

Titkos Kert
A leginkább csak Titkos Kert (비원, Pivon) néven emlegetett kert hivatalos neve Huvon (후원, „hátsó kert”). A kertben lótusztó található, számos pavilonnal és több mint 56 000 növénnyel, köztük diófákkal, tölgyfákkal, gyertyánszilekkel, páfrányfenyőkkel, gyertyánokkal, szilvafákkal.